# Kors Eijkelboom
Kors Eijkelboom (Amsterdam, 3 augustus 1959) is een Nederlands drummer.
Eijkelboom heeft bij een aantal bands achter het drumstel gezeten:
- The Scene (1979-1980, de begintijd van die band)
- Blue Murder (1982-1987)
- Jack of Hearts (1987-1997)
- Eton Crop (2014-heden)

Hij speelde als gast percussie op het album Betaalde Liefde van de Tröckener Kecks.
Het lied Niet alle meisjes zijn verliefd op Kors, tweede single van de Tröckener Kecks gaat over hem.
Tussendoor was hij werkzaam voor Paradiso en Maatschappij Discordia. Hij was ook betrokken bij een benefietconcert dat werd georganiseerd voor bands die hun muziek en instrumentarium in vlammen zagen opgaan bij de brand in geluidsstudio Melody Line in Amsterdam (mei 2015).